# Nadine Marshall
Nadine Marshall, född 30 september 1972 i Lambeth, London, är en brittisk skådespelare.
Marshall har bland annat medverkat TV-serien Champion. Hon har även medverkat i filmerna Paddington 2 och Bob Marley: One Love.

## Filmografi (i urval)
- 2017 – Paddington 2
- 2023 – Champion (TV-serie)
- 2024 – Bob Marley: One Love